# Flávia Couri
Flavia Couri (Rio de Janeiro, 9 de dezembro de 1981) é uma musicista brasileira, que tornou-se conhecida quando foi baixista da banda de rock Autoramas. Atualmente, faz parte da banda The Courettes, com o marido dinamarquês Martin Couri.

## Carreira
Flavia começou sua carreira tocando guitarra nas Doidivinas.
Participou dos grupos China, Sugarstar, ELEPê e Voz Del Fuego & Lingerie Underground, sendo convidada a integrar o Autoramas em 2008 após a saída de Selma Vieira, onde permaneceu na banda até 2015. Pela banda, lançou um disco (Música Crocante), um DVD e um Acústico (MTV Apresenta Autoramas Desplugado), além de muitas turnês pelo mundo.
Posteriormente, se mudou para a Dinamarca e se casou com Martin em sua terra natal. Lá, formaram o duo The Courettes.

## Discografia
Com os Autoramas
- 2009 - MTV Apresenta Autoramas Desplugado
- 2011 - Música Crocante